# ГЕС Salto do Rio Verdinho
ГЕС Salto do Rio Verdinho — гідроелектростанція на сході Бразилії у штаті Гояс. Знаходячись після ГЕС Сальто, становить нижній ступінь каскаду на Ріо-Верде (права притока Парани, що впадає до її верхньої течії Паранаїби між ГЕС Сан-Сіман та Ілля-Солтейра).
Проєкт реалізувала гірничорудна компанія Votorantim, котра прагне орагнізувати максимальне забезпечення своїх підприємств власними джерелами енергії. В межах проєкту річку перекрили комбінованою земляною та кам'яно-накидною греблею висотою 41 метр та довжиною 4430 метрів, на спорудження якої пішло 3,4 млн м3 матеріалу (в тому числі 0,3 млн м3 для кам'яно-накидної частини). Крім того, зведення споруд ГЕС потребувало 157 тис. м3 бетону. Гребля утримує сховище з площею поверхні 36,7 км2 та об'ємом 262 млн м3.
Пригреблевий машинний зал обладнали двома турбінами типу Френсіс потужністю по 47,45 МВт.